# Alphabet St.
Alphabet St. è un singolo del cantautore statunitense Prince, pubblicato nel 1988 ed estratto dall'album Lovesexy.

## Tracce
- 7"

1. Alphabet St.
2. Alphabet St. (This is not music, this is a trip)

## Classifiche

### Classifiche settimanali
| Classifica (1988)              | Posizione massima |
| ------------------------------ | ----------------- |
| Australia                      | 20                |
| Belgio (Fiandre)               | 9                 |
| Canada                         | 14                |
| Danimarca                      | 2                 |
| Europa                         | 8                 |
| Francia                        | 47                |
| Germania                       | 18                |
| Irlanda                        | 3                 |
| Italia                         | 7                 |
| Norvegia                       | 1                 |
| Nuova Zelanda                  | 1                 |
| Paesi Bassi                    | 3                 |
| Regno Unito                    | 9                 |
| Stati Uniti                    | 8                 |
| Stati Uniti (dance/electronic) | 7                 |
| Stati Uniti (R&B)              | 3                 |
| Svezia                         | 5                 |
| Svizzera                       | 5                 |

### Classifiche di fine anno
| Classifica (1988) | Posizione |
| ----------------- | --------- |
| Belgio (Fiandre)  | 72        |
| Italia            | 51        |
| Nuova Zelanda     | 22        |
| Paesi Bassi       | 36        |